# ドン・マネー
ドナルド・ウェイン・マネー（Donald Wayne Money, 1947年6月7日 - ）は、アメリカ合衆国ワシントンD.C.出身の元プロ野球選手（内野手）。1984年春のみ近鉄バファローズでプレーした。
孫は同じくプロ野球選手（内野手）のバディ・ケネディ。

## 経歴
1965年、ドラフト外でピッツバーグ・パイレーツに入団した。
1968年にフィラデルフィア・フィリーズへ移籍した。同年にメジャー初昇格した。
1969年に遊撃手のレギュラーに定着し、1970年からは三塁手にコンバートされた。
1973年にミルウォーキー・ブルワーズへ移籍した。1973年から1974年にかけて88試合･261守備機会無失策の新記録を樹立した。1974年及び1976年～1978年にはMLBオールスターゲームに選出された。
1983年をもって現役引退へ傾きかけていたが、日本の近鉄バファローズから入団の誘いを受ける。それまで日本の野球の事は全く知らなかったため、日本球界でプレーした経験のある選手たちから話を聞いたところ、前年に近鉄に在籍のマイク・エドワーズは「日本の野球はメジャーとの野球とそう変わらない。また日本でプレーすることは本当に良い経験になる」と答えたという。マネーは日本球界入りを決断し、1984年1月22日に近鉄と年俸9600万円、トレードマネー7千万円、2年契約の大型契約で入団が決まった。2月に家族全員を連れて来日し、球団から用意された兵庫県神戸市のマンションに自宅を構えた。
ところが、マネーは来日早々、家族ともども生活環境の激変に悩まされることになる。マネーは1981年に起きたストライキでメジャーの試合が中止となりその代替としてアメリカのテレビで放送された、満員の観衆と人工芝のグラウンドである後楽園球場での読売ジャイアンツの試合を見て、これを日本球界の一般的なイメージとして捉えていた。だがマネーが入団した近鉄は、観衆が2,3千人だけのことも珍しくない不人気球団で、本拠地の藤井寺球場、日生球場も、ロッカールームは設備がメジャーと比べてはるかに劣悪であり、これらを目の当たりにして眉をしかめた。
また、球団は当初新築マンションのパンフレットを見せていたがが、実際に用意した神戸のマンションは老朽化が進んだ中古のもので、部屋ではゴキブリがゾロゾロ出るなど粗末な居住環境であった。また、事前に球団からは「神戸には外国人が多く、英語で不便はない」と言われていたが、自宅の近所には英語の話せる住人やアメリカ人はおらず、家族全員日本語が話せないために、妻は買い物にも不自由し、相談相手がいないなど不便な生活を強いられノイローゼ気味になってしまう。また長女は、通学を始めた日本の学校はアメリカよりも勉強が難しいことに悩んだほか、自宅の神戸市から藤井寺球場まで通った際には何度も迷子になり、激しいホームシックを訴えた。
こうして、マネーも次第に家族のためにアメリカへの帰国を考えるようになり、5月に入ると、球団に対し「家族が重度のホームシックにかかり帰国を希望している」として退団を申し入れた。球団はマネーの申し入れに慌てて、マンションから庭付きの住宅への転居、地元ゲームでの車の送迎などの待遇改善の提示や、入団の仲介に当たった駐米スカウト広田順を使者とするなど、再三にわたり説得に努めた。だが、「家族のホームシックではどうしようもない」として、説得を断念し、入団僅か3か月でマネーの退団を認めることになった。
近鉄は5月7日に記者会見し、マネーの退団を発表した。マネーはこの席で、退団の理由について「ホームシックにかかっている家族のことを考えると100%の力が出せないし、いろいろ考えて退団を決意した。日本人にはわからないかもしれないが、家族の問題は私にとっては重大だった」と述べた。またアメリカへ戻ってもメジャー復帰はないと明言し、「近鉄の優勝を願っている」とも述べた。
また、リチャード・デュランも「マネーが帰るなら、私一人日本に残ってプレーするのは嫌だ」とマネーに同調して、「母親の看病」を理由に退団した。近鉄は一気に2人も主力打者を失う事態となった。近鉄はマネー、デュランに代わる外国人選手を探し、その結果、入団したのがリチャード・デービスとマーク・コーリーであった。デービスは1988年途中に退団するまでの5シーズンに渡って、主力打者としてチームを支えた。
スポーツ紙はマネーの退団の理由として、「メジャーと比べてはるかに劣る藤井寺球場のロッカールームに音を上げた」などと大きく報道し、これによって日本の各球場の劣悪なロッカールームが取り沙汰されるようになった。
マネーは帰国後、2009年から2011年までブルワーズ傘下のAAA級ナッシュビル・サウンズで監督を務めた。
2014年にはブルワーズの球団殿堂入りを果たしている。

## 詳細情報

### 年度別打撃成績
| 年 度     | 球 団     | 試 合 | 打 席 | 打 数 | 得 点 | 安 打 | 二 塁 打 | 三 塁 打 | 本 塁 打 | 塁 打 | 打 点 | 盗 塁 | 盗 塁 死 | 犠 打 | 犠 飛 | 四 球 | 敬 遠 | 死 球 | 三 振 | 併 殺 打 | 打 率 | 出 塁 率 | 長 打 率 | O P S |
| --------- | --------- | ----- | ----- | ----- | ----- | ----- | -------- | -------- | -------- | ----- | ----- | ----- | -------- | ----- | ----- | ----- | ----- | ----- | ----- | -------- | ----- | -------- | -------- | ----- |
| 1968      | PHI       | 4     | 15    | 13    | 1     | 3     | 2        | 0        | 0        | 5     | 2     | 0     | 1        | 0     | 0     | 2     | 1     | 0     | 4     | 0        | .231  | .333     | .385     | .718  |
| 1969      | PHI       | 127   | 503   | 450   | 41    | 103   | 22       | 2        | 6        | 147   | 42    | 1     | 3        | 6     | 3     | 43    | 5     | 1     | 83    | 16       | .229  | .296     | .327     | .622  |
| 1970      | PHI       | 120   | 507   | 447   | 66    | 132   | 25       | 4        | 14       | 207   | 66    | 4     | 7        | 3     | 7     | 43    | 6     | 7     | 68    | 7        | .295  | .361     | .463     | .824  |
| 1971      | PHI       | 121   | 482   | 439   | 40    | 98    | 22       | 8        | 7        | 157   | 38    | 4     | 1        | 4     | 5     | 31    | 10    | 3     | 80    | 6        | .223  | .276     | .358     | .634  |
| 1972      | PHI       | 152   | 590   | 536   | 54    | 119   | 16       | 2        | 15       | 184   | 52    | 5     | 7        | 7     | 4     | 41    | 5     | 2     | 92    | 8        | .222  | .278     | .343     | .621  |
| 1973      | MIL       | 145   | 627   | 556   | 75    | 158   | 28       | 2        | 11       | 223   | 61    | 22    | 5        | 11    | 4     | 53    | 3     | 3     | 53    | 12       | .284  | .347     | .401     | .748  |
| 1974      | MIL       | 159   | 709   | 629   | 85    | 178   | 32       | 3        | 15       | 261   | 65    | 19    | 6        | 10    | 6     | 62    | 5     | 2     | 80    | 11       | .283  | .346     | .415     | .761  |
| 1975      | MIL       | 109   | 445   | 405   | 58    | 112   | 16       | 1        | 15       | 175   | 43    | 7     | 9        | 4     | 2     | 31    | 1     | 3     | 51    | 1        | .277  | .331     | .432     | .763  |
| 1976      | MIL       | 117   | 498   | 439   | 51    | 117   | 18       | 4        | 12       | 179   | 62    | 6     | 5        | 6     | 6     | 47    | 2     | 0     | 50    | 11       | .267  | .333     | .408     | .741  |
| 1977      | MIL       | 152   | 644   | 570   | 86    | 159   | 28       | 3        | 25       | 268   | 83    | 8     | 5        | 4     | 6     | 57    | 2     | 7     | 70    | 17       | .279  | .348     | .470     | .819  |
| 1978      | MIL       | 137   | 588   | 518   | 88    | 152   | 30       | 2        | 14       | 228   | 54    | 3     | 0        | 14    | 1     | 48    | 2     | 7     | 70    | 10       | .293  | .361     | .440     | .801  |
| 1979      | MIL       | 92    | 402   | 350   | 52    | 83    | 20       | 1        | 6        | 123   | 38    | 1     | 0        | 6     | 4     | 40    | 0     | 2     | 47    | 10       | .237  | .316     | .351     | .667  |
| 1980      | MIL       | 86    | 336   | 289   | 39    | 74    | 17       | 1        | 17       | 144   | 46    | 0     | 0        | 6     | 0     | 40    | 0     | 1     | 36    | 4        | .256  | .348     | .498     | .847  |
| 1981      | MIL       | 60    | 211   | 185   | 17    | 40    | 7        | 0        | 2        | 53    | 14    | 0     | 0        | 3     | 3     | 19    | 0     | 1     | 27    | 1        | .216  | .288     | .286     | .575  |
| 1982      | MIL       | 96    | 313   | 275   | 40    | 78    | 14       | 3        | 16       | 146   | 55    | 0     | 2        | 5     | 0     | 32    | 2     | 1     | 38    | 4        | .284  | .360     | .531     | .891  |
| 1983      | MIL       | 43    | 128   | 114   | 5     | 17    | 5        | 0        | 1        | 25    | 8     | 0     | 0        | 1     | 2     | 11    | 1     | 0     | 17    | 3        | .149  | .220     | .219     | .440  |
| 1984      | 近鉄      | 29    | 125   | 100   | 17    | 26    | 2        | 0        | 8        | 52    | 23    | 0     | 0        | 0     | 0     | 23    | 0     | 2     | 10    | 5        | .260  | .408     | .520     | .928  |
| MLB：16年 | MLB：16年 | 1720  | 6998  | 6215  | 798   | 1623  | 302      | 36       | 176      | 2525  | 729   | 80    | 51       | 90    | 53    | 600   | 45    | 40    | 866   | 121      | .261  | .328     | .406     | .734  |
| NPB：1年  | NPB：1年  | 29    | 125   | 100   | 17    | 26    | 2        | 0        | 8        | 52    | 23    | 0     | 0        | 0     | 0     | 23    | 0     | 2     | 10    | 5        | .260  | .408     | .520     | .928  |

- 各年度の太字はリーグ最高

### 背番号
- 5（1968年 - 1969年）
- 16（1970年 - 1972年）
- 7（1973年 - 1983年）
- 15 （1984年）

### 記録
MLB
- MLBオールスターゲーム出場：4回 （1974年、1976年 - 1978年）

NPB
- 初出場・初先発出場：1984年3月31日、対日本ハムファイターズ1回戦（後楽園球場）、5番・指名打者として先発出場
- 初安打：同上、6回表に田中富生から
- 初本塁打・初打点：1984年4月2日、対日本ハムファイターズ2回戦（後楽園球場）、5回表に木田勇から3ラン